# تصادم جبال سان غابرييل الجوي
تصادم جبال سان غابرييل الجوي هو تصادم جوي بين ماكدونل دوغلاس دي سي 9-31 التابعة لهيوز إيروسيت الرحلة 706 وإف-4 فانتوم الثانية التابعة للقوات البحرية الأمريكية الرحلة 609 الذي كانت تديرها قوات مشاة البحرية الأمريكية في 6 يونيو 1971 وكان سبب الحادث هو تصادم جوي بسبب خطأ طيار هيوز إيروسيت الرحلة 706 والقوات البحرية الأمريكية وخطأ المراقبة الجوية والأجهزة الإلكترونية للمراقبة الجوية العائدة إلي زمن الحرب العالمية الثانية وعدم التواصل بين الطيران المدني والحربي ونظام الأكسجين التالف لطائرة إف-4 فانتوم الثانية الذي يعمل عند الارتفاعات الشاهقة وتصميم قمرة القيادة لماكدونل دوغلاس دي سي-9 بفواصل النوافذ الواسعة مما جعل رؤية الطيارين أضعف وحجبت الرؤية لقمرة قيادة ماكدونل دوغلاس دي سي-9 وكان الأسوء حتي تصادم سان دييغو الجوي وتصادم سيريتوس الجوي.